# W&W
W&W는 네덜란드의 DJ 듀오이며, 트랜스, 일렉트로 하우스 등의 곡을 제작하고 있다. 2007년 이전에는 각자 솔로 활동을 펼치다가, 2007년경 이들이 트랜스 에너지에서 만나 결성하였다. 이후 데뷔를 시작한 W&W는 주로 트랜스 장르 아르민 판 뷔런이 운영하는 아르마다 뮤직의 산하 레이블인 아르마다 캡티베이팅에서 음반을 내며활동하다 2013년에 빅 룸, 일렉트로 하우스로 옮겨 활동하였다. 또한 2012년에 메인스테이지 뮤직을 창립하였고, 2017년 3월 26일, NWYR가 데뷔하였다. 2018년 10월 8일 《Rave Culture》 출시와 함께 기존 레이블인 메인스테이지는 이름을 레이브 컬처로 바꾸게 된다.

## NWYR
NWYR은 2017년 3월 26일 데뷔한 트랜스 명의로, 울트라 뮤직 페스티벌이 개최되는 마이애미에서 최초로 공개되었다. 2017년 3월 13일에는 에드 시런의 곡 《Castle on the Hill》을 리믹스하였고, 공개된 직후 게레츠 에메리와 이안 스탠더위크의 곡 《Saving Light》을 리믹스하였다. 2017년 6월 12일에 싱글 앨범 《Voltage》을 공개하였다. 11월 20일에는 두 번째 싱글 앨범 《Dragon》이 공개되었다. 이후 2018년 3월 26일에 싱글 앨범인《Ends of Time》을, 2018년 8월 20일애 《Time Spiral》, 27일에 《Wormhole》을 각각 출시하게 된다.